# The Tracey Ullman Show
Il Tracey Ullman Show è stato un varietà televisivo statunitense presentato dalla comica britannica ed ex-cantante pop Tracey Ullman. La prima puntata è andata in onda il 5 aprile 1987 come secondo programma della fascia di prima serata (veniva dopo Sposati... con figli), ed è stata trasmessa fino al 26 maggio 1990. Lo show era composto da sketch comici e numeri musicali con le coreografie di Paula Abdul. All'interno del programma comparve per la prima volta la serie animata I Simpson (in un episodio lo show verrà anche parodiato in maniera abbastanza esplicita).

## Il programma

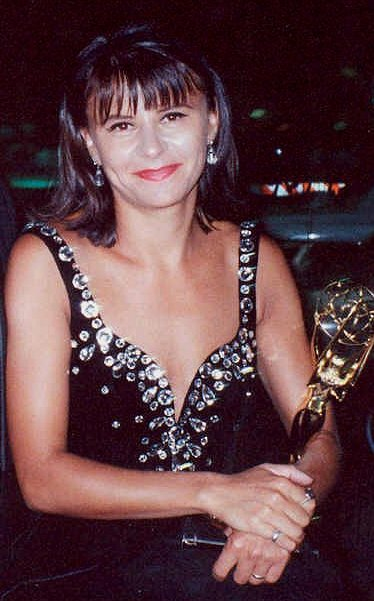
Tracey Ullman, presentatrice dello show

Un episodio tipo iniziava con una breve introduzione della Ullman, apparentemente dai suoi camerini, a cui seguiva la sigla (la cui colonna sonora, You'Re Thinking Right, era stata scritta da George Clinton). Seguivano due o tre sketch, impostati soprattutto sulla capacità di Tracey Ulman nel recitare vari personaggi. Un esempio ricorrente è l'interpretazione del timido Kay, dalla caratteristica parlata lenta (Iiit's...Kaaaaaayyy...). Lo sketch di chiusura solitamente era un numero musicale interpretato dalla Ullman ed altri membri del cast. Il segmento finale vedeva la presentatrice in veste da notte, pronunciare un monologo di chiusura al pubblico in studio che concludeva con la frase Go home! Go home! (Andate a casa! Andate a casa!), e finire ballando sui titoli di chiusura. Lo show ha vinto tre Emmy Award: miglior programma comico, musicale o variety nel 1989 e nel 1990, e miglior performance in un variety o programma musicale nel 1990.

## Cast
- Tracey Ullman: se stessa / vari personaggi
- Sam McMurray: se stesso / vari personaggi
- Anna Levine: se stessa / vari personaggi
- Dan Castellaneta: se stesso / Homer Simpson / Abraham Simpson / vari personaggi
- Julie Kavner: se stessa / Marge Simpson / vari personaggi
- Nancy Cartwright: Bart Simpson
- Yeardley Smith: Lisa Simpson

## I Bumper
Prima e dopo le interruzioni pubblicitarie andavano in onda dei corti (in inglese bumpers), brevi episodi animati. Durante la prima serie si alternavano settimanalmente due serie di bumper: i Cortometraggi de I Simpson, di Matt Groening, e Il Dr.N!Godatu creato da M.K. Brown. Quest'ultima serie venne interrotta già a partire dalla seconda stagione dello show.